# Division Nationale 2022-23
La Division Nationale 2022-23 (Nationaldivisioun en luxemburgués) fue la 109.ª temporada de la División Nacional de Luxemburgo. La temporada comenzó el 6 de agosto de 2022 y terminará el 21 de mayo de 2023.

## Ascensos y descensos
El Rodange 91 y el RM Hamm Benfica fueron los descendidos de la Division Nationale 2021-22. Los ascendidos para esta temporada son el Mondercange y el Käerjéng 97.
| Pos. | de Division Nationale 2021-22 |
| ---- | ----------------------------- |
| 15.º | Rodange 91                    |
| 16.º | RM Hamm Benfica               |

| Pos. | de Division d'Honneur 2021-22 |
| ---- | ----------------------------- |
| 1.º  | Mondarcange                   |
| 2.º  | Käerjéng 97                   |

## Sistema de competición
Los 16 equipos participantes jugarán entre sí todos contra todos dos veces totalizando 30 partidos cada uno. Al final de la temporada el primer clasificado obtendrá un cupo para la Primera ronda de la Liga de Campeones 2023-24. El segundo y tercer clasificado obtendrán un cupo a la Primera ronda de la Liga de Conferencia Europa 2023-24. Los últimos dos clasificados descenderán a la División de Honor 2023-24, mientras que el decimocuarto y decimotercer clasificado jugarán  el play-off de relegación contra el tercer y cuarto clasificado de la División de Honor 2022-23.
Un tercer cupo para la Liga de Conferencia Europa 2023-24 será asignado al campeón de la Copa de Luxemburgo.

## Equipos participantes
| Equipo              | Ciudad       | Estadio                                    | Capacidad |
| ------------------- | ------------ | ------------------------------------------ | --------- |
| Differdange 03      | Differdange  | Stade Municipal de la Ville de Differdange | 3.500     |
| Etzella Ettelbruck  | Ettelbruck   | Stade Am Deich                             | 2.020     |
| F91 Dudelange       | Dudelange    | Stade Jos Nosbaum                          | 2.558     |
| Fola Esch           | Esch Alzette | Stade Émile Mayrisch                       | 7.826     |
| Hostert             | Hostert      | Stade Jos Becker                           | 1.500     |
| Jeunesse d'Esch     | Esch Alzette | Stade de la Frontière                      | 4.000     |
| Käerjéng 97         | Bascharage   | Stade um Bëchel                            | 1.000     |
| Mondercange         | Mondercange  | Stade Communal de Mondercange              | 3.300     |
| Mondorf-les-Bains   | Mondorf      | Stade John Grün                            | 3.600     |
| Progrès Niedercorn  | Differdange  | Stade Jos Haupert                          | 2.800     |
| Racing Union        | Luxemburgo   | Stade Achille Hammerel                     | 5.814     |
| Swift Hesperange    | Hesperange   | Stade Alphonse Theis                       | 3.058     |
| UNA Strassen        | Strassen     | Complexe Sportif Jean Wirtz                | 2.000     |
| Union Titus Pétange | Pétange      | Stade Municipal de Pétange                 | 2.400     |
| Victoria Rosport    | Rosport      | VictoriArena                               | 2.500     |
| Wiltz 71            | Wiltz        | Stade Am Pëtz                              | 3.000     |

## Clasificación

### Tabla de posiciones
| Pos. | Equipo                 | Pts. | PJ | G  | E  | P  | GF  | GC | Dif. | Clasificación y descenso 2023-24            |
| ---- | ---------------------- | ---- | -- | -- | -- | -- | --- | -- | ---- | ------------------------------------------- |
| 1    | Swift Hesperange (C)   | 77   | 30 | 24 | 5  | 1  | 100 | 28 | +72  | Primera ronda de la Liga de Campeones       |
| 2    | Progrès Niedercorn     | 70   | 30 | 22 | 4  | 4  | 67  | 31 | +36  | Primera ronda de la Liga Europa Conferencia |
| 3    | F91 Dudelange          | 67   | 30 | 22 | 1  | 7  | 86  | 38 | +48  | Primera ronda de la Liga Europa Conferencia |
| 4    | Union Titus Pétange    | 59   | 30 | 18 | 5  | 7  | 62  | 38 | +24  |                                             |
| 5    | Differdange 03         | 45   | 30 | 14 | 3  | 13 | 60  | 43 | +17  | Primera ronda de la Liga Europa Conferencia |
| 6    | Mondorf-les-Bains      | 45   | 30 | 14 | 3  | 13 | 52  | 52 | 0    |                                             |
| 7    | Jeunesse d'Esch        | 43   | 30 | 12 | 7  | 11 | 44  | 39 | +5   |                                             |
| 8    | Racing Union           | 43   | 30 | 11 | 10 | 9  | 43  | 39 | +4   |                                             |
| 9    | UNA Strassen           | 39   | 30 | 12 | 3  | 15 | 33  | 46 | −13  |                                             |
| 10   | Wiltz 71               | 36   | 30 | 10 | 6  | 14 | 48  | 59 | −11  |                                             |
| 11   | Victoria Rosport       | 32   | 30 | 8  | 8  | 14 | 48  | 58 | −10  |                                             |
| 12   | Mondercange            | 29   | 30 | 7  | 8  | 15 | 41  | 55 | −14  |                                             |
| 13   | Fola Esch              | 26   | 30 | 8  | 2  | 20 | 36  | 71 | −35  | Playoff de relegación                       |
| 14   | Käerjéng 97            | 25   | 30 | 5  | 10 | 15 | 30  | 69 | −39  | Playoff de relegación                       |
| 15   | Etzella Etterbruck (D) | 23   | 30 | 6  | 5  | 19 | 32  | 71 | −39  | División de Honor 2023-24                   |
| 16   | Hostert (D)            | 18   | 30 | 4  | 6  | 20 | 20  | 65 | −45  | División de Honor 2023-24                   |

Actualizado a los partidos jugados el 21 de mayo de 2023.
 Fuente: Soccerway
Notas:
1. ↑  Differdange 03 clasificó a la Liga Conferencia por ser el campeón de la Copa de Luxemburgo 2022-23.

## Play-offs de ascenso/descenso
| 25 de mayo de 2023 | Fola Esch                                                | 4:3 (3:3, 1:1) (t. s.) | Jeunesse Canach                       | Stade Achille Hammerel, Luxemburgo |  |
| 19:30              | - Diallo 40' - El Alami 54' - Camara 90+6' - Quinol 117' | Reporte                | - 20' Chekalil - 64' Bop - 90+3' Samb |                                    |  |

| 27 de mayo de 2023 | Käerjéng 97                                            | 3:2 (1:1) | Bettembourg                      | Stade Jos Haupert, Niederkorn |  |
| 19:00              | - Lopes Rocha 45+4' - Fostier 73' (pen.) - Janisch 82' | Reporte   | - 10' (pen.) Dauphin - 66' Neves |                               |  |